# إليجاه إي. مايرز
إليجاه إي. مايرز (بالإنجليزية: Elijah E. Myers)‏ هو مهندس معماري أمريكي، ولد في 22 ديسمبر 1832 في فيلادلفيا في الولايات المتحدة، وتوفي في 5 مارس 1909 في ديترويت في الولايات المتحدة.